# A Sammy in Siberia
A Sammy in Siberia es un cortometraje cómico estadounidense de 1919. Está dirigido por Hal Roach e interpretado por Harold Lloyd y Bebe Daniels, en sus principales papeles.
La película se estrenó el 6 de abril de 1919.
En 1918, aún en plena Gran Guerra y tras la Revolución bolchevique, el presidente Woodrow Wilson decidió enviar fuerzas militares a Rusia para salvaguardar numeroso material armamentístico desplegado a lo largo del Transiberiano. Allí permanecerían hasta 1920.
Uno de los nombres populares para referirse a los soldados estadounidenses era sammy, quizá derivado de Tío Sam.

## Argumento
Un soldado estadounidense (Harold Lloyd) de la Fuerza Expedicionaria en Siberia se separa de sus compañeros quedando solo y desorientado en medio de la nieve.
En el bosque encontrará una chica (Bebe Daniels) en peligro acosada por soldados bolcheviques.

## Reparto
- Harold Lloyd como el Chico;
- Snub Pollard como comandante ruso;
- Bebe Daniels como la chica;
- Sammy Brooks.